# The Winning Girl
The Winning Girl er en amerikansk stumfilm fra 1919 af Robert G. Vignola.

## Medvirkende
- Shirley Mason som Jemmy Milligan
- Theodore Roberts som Major Milligan
- Harold Goodwin som Jack Milligan
- Lincoln Stedman som Percy Milligan
- Clara Horton som Vivian Milligan